# 길은 손수 꿈의 꽃
〈길은 손수 꿈의 꽃〉(일본어: 道は手ずから夢の花 미치와테즈카라유메노하나[*])은 KinKi Kids의 37번째 싱글이다.

## 개요
전작 〈장미와 태양〉 이래, 약 4개월 만의 싱글이다.

## 수록곡

### 초회반 A
CD
1. 道は手ずから夢の花 / 길은 손수 꿈의 꽃
작사·작곡: 안도 유코 / 편곡: 마츠모토 료키
2. 道は手ずから夢の花 - Backing Track -

DVD
1. 道は手ずから夢の花 Music Clip & Making

### 초회반 B
1. 道は手ずから夢の花 / 길은 손수 꿈의 꽃
2. マフラー / 머플러
작사: 쿠보타 요지 / 작곡·편곡: Fredrik "Figge" Bostrom, Lasse Andersson

DVD
1. 특전 영상 -꽃과 꽃-

### 통상반
1. 道は手ずから夢の花 / 길은 손수 꿈의 꽃
2. Pure Soul
작사: 도지마 코헤이 / 작곡: 하라 카즈히로 / 편곡: 도지마 코헤이 / 스트링스 어레인지: sugarbeans
3. パズル / 퍼즐
작사·작곡: Shinpei / 편곡: 아베 준, Shinpei